# 愛上火車
《愛上火車》是日本的Lose於2016年3月25日發售的視覺小說類型成人遊戲，2018年分別發售中英文版。2018年年7月26日發售PlayStation 4版《愛上火車 -pure station-》，2020年1月16日發售任天堂Switch版。於2020年10月30日發售新增劇情的《愛上火車 Last Run!!》。後來改編成電視動畫《鐵路浪漫譚》（レヱル・ロマネスク）於2020年10月2日開始播放，共12集。在2020年12月，动画制作团队又宣布将制作《鐵路浪漫譚》第二季，第二季动画于2023年10月開始播放。

## 系統
《愛上火車》是一款立绘、事件CG使用E-mote技术和配置专门讲解游戏相关的铁路术语和游戏背景的Tips功能的視覺小說，玩家扮演角色右田雙鐵。玩家在遊玩《愛上火車》時將會花費時間觀看出現在螢幕上的文字敘述、人物對話以及角色心理等，藉由這樣的方式除了讓故事獲得進展外，也可以與遊戲角色對話進行交流。在每次閱讀故事發展以及與其他角色對話後，玩家便有機會能夠在與角色互動時從遊戲提供的數個選項中挑選其中一項，此時遊戲會暫停一會兒以提供玩家依據先前的對話作出決定。游戏拥有8个结局，三条主线分别围绕八六、日日姬、波莱特这三位女主角展开，5条支线结局分别对应玲奈线、凪&深美线、真闇线、稀咲线和总集结局。

## 故事

### 设定
游戏设定于架空日本。为了辅助驾驶员行驶，每列火车都配备了專用的鐵路人偶。然而，由于新技术「空凝机」以及人工智能的面世，现有的铁路系统几乎已被废弃，铁路人偶和对应列车也被出售。主人公右田雙鐵所生活的「御一夜市」正在衰退，有人提出让空凝机工厂落户此地以振兴经济。空凝机工厂會帶來水污染，而主人公为了阻止其落户而回到御一夜市。

### 剧情
右田雙鐵幼年因为火车脱轨而失去父母与妹妹，被右田家收养。多年之后，主人公為阻止空凝机工廠落戶而回到御一夜市，与继姐右田真暗与繼妹右田日日姬重逢。双铁和日日姬遇到並喚醒了長眠的帝都鐵路8620型蒸汽機車的專用鐵路人偶八六，雙鐵成為了她的主人。八六希望复活铁路，双铁认为这可以达成他的目标，遂一同寻找并找到了下落不明的蒸汽机车8620。双铁结识了兼任市長與火车驾驶员的波萊特、与波萊特结伴的铁路人偶玲奈、协助经营当地漂流项目的早濑深美和她的好友蓑笠凪，以及当地银行行长千金宝生稀咲。众人用自己的方式，朝着复兴御一夜市的目标努力；玩家则可以选择进入其中一人的路线，以不同方式完成这个目标。
玩家在完成所有角色的路线之后便可以进入游戏的“总集”路线，该路线综合了所有角色线路的内容。双铁在他人的建议下决定与周围的同伴深入交流。在与他人的交流中，双铁逐步整合了御一夜的旅游资源、开发了煤探乐园、与他人合作成立铁路集团、利用鐵路人偶的能力酿制新酒、开设了环绕九州的“九星”号列车，早濑深美和蓑笠凪也分别成长为了乘务员和司机。“九星”列车的处女秀大获成功，双铁也走出了幼年事故的阴影，更计划设计开发高速铁路“新·干线”。
《Last Run!!》新增了“仲国”线路，发生在总集线路之后。双铁一行人受“仲国国务院”之邀来到“仲国”进行考察，先后参观了“仲国铁道博物馆”、“盛都大熊猫繁育研究基地”和“芭岩铁路”，最终为“仲国”量身定制了观光列车计划。

## 角色
聲優順序為PC／PS4。
右田雙鐵（聲：樫野樹→knock永街／望月英）
生日：2月2日
本作的男主角。大廢線時代末期所發生鐵路事故的受害者，由於事故失去所有家人而被右田家收養。
十川路子（聲：蒼原千佳／村田知沙）
生日：3月8日
雙鐵的妹妹。時常出現在雙鐵的夢境中。
八六（聲：桐谷華／種崎敦美）
出廠日期：3月8日，身高：124cm，體重：20kg，三圍：B57/W43/H59
前帝國鐵路8620型蒸汽火車的專用鐵路人偶（レイルロオド），原型是日本國鐵8620型蒸汽機車。在帝国铁路公司即将解体时，与8620一同被收购并运至御一夜市，而后长眠至今。
右田日日姬（聲：ヒマリ／朋永真季）
生日：10月25日，身高：148cm，體重：40kg，三圍：B76/W54/H78
雙鐵的繼妹。喜歡繪畫。從事绘制御一夜市内的看板与彩绘地图的工作。
雛衣波萊特（聲：あじ秋刀魚／前田惠）
生日：12月18日，身高：158cm，體重：46kg，三圍：B84/W59/H83
御一夜市的市長兼任御一夜鐵路股份公司的社長，火車「KiHa07S」（キハ07S）的駕駛員。
右田光
雙鐵與波萊特的女兒。
玲奈（聲：杏子御津／門脇舞以）
出廠日期：3月26日，身高：113cm，體重：17kg，三圍：B53/W42/H55
KiHa07S的鐵路人偶。
右田真闇（聲：川島梨乃／瑞澤溪）
生日：11月27日，身高：163cm，體重：50kg，三圍：B92/W60/H86
雙鐵的繼姐，右田一釀酒廠的當家。
寶生稀咲（聲：上田朱音／真田朱音）
生日：7月1日，身高：160cm，體重：47kg，三圍：B83/W58/H85
隈元銀行行長寶生元忠的獨生女，隈元銀行御一夜分行店長，還是名在學的學生。
蓑笠凪（聲：早瀨彌生／）
生日：1月7日，身高：130cm，體重：28kg，三圍：B62/W47/H67
蓑笠鍛冶店的看板娘。
早瀨深美（聲：佐倉江美／永井真衣）
生日：8月10日，身高：143cm，體重：34kg，三圍：B69/W52/H72
代替母亲在隈河經營的少女。
Navi（聲：神凪清美／安齋玲子）
雙鐵的飛行空凝機。
登呂結比（聲：／森山このみ）
御一夜的浴場老闆，前鐵路人偶技師。
寶生元忠（聲：西岡賢吾／相馬康一）
隈元銀行行長，寶生稀咲的父親。
蓑笠穰（聲：／杉本大介）
蓑笠凪的祖父，蓑笠鍛冶店的店主。
早瀨流（聲：遠野誠／近野誠一郎）
早瀨深美的祖父，經營隈河漂流，後為鐵道巡線志工。
浦上香月（聲：橘まお／中村麻未）
寶生稀咲的秘書。
永山典子（聲：星鹿理惠／櫻井菜菜繪）
前帝鐵員工，在餐車上工作。
奧莉薇（聲：（未登場）／尾崎真實）
出廠日期：8月10日
九號火車的鐵路人偶，從橘鐵路轉屬致御一夜，經驗較八六豐富。原型為日本国鉄1240形蒸気機関車。
宗方甚六（聲：昭和一郎）
生日：12月4日
轉屬前九號火車的司機。受奧莉薇喜愛。
赤井清春（聲：陸奥出流／小尾元政）
生日：5月30日
前帝國鐵路司機，現為神社的宮司，曾為特快電車KuHa26 000測試員。
二六（聲：藤森雪奈→／）
出廠日期：2月6日
特快電車KuHa26 000的鐵路人偶，一直待在赤井清春身邊，原型為日本國鐵181系電力動車組。
雛（聲：桃山いおん）
出廠日期：2月28日
日本國鐵C57 145專用鐵路人偶，鐵路歷史館的館長，一生研究鐵路人偶的秘密，自稱不死鳥博士。
電車公主（聲：雪都沙緒梨／深田愛衣）
生日：不詳
本名為紅葉。，曾協助御一夜鐵路公司發展。
美玖路（聲：和央きりか）
出廠日期：1月28日
8620型38696專用鐵路人偶，其火車零件用來修整其他火車而放置在動物園。非常憧憬八六。
劉志寰（聲：來馬里於）
生日：10月8日
仲國國鐵司機。，將西瓜視為初戀。
西瓜（聲：伊崎綾香）
出廠日期：7月31日
東富4 2000專用鐵路人偶。會說日文。
姜葉煌
生日：4月1日
仲國國務院鐵道部副部長秘書。與稀咲是朋友。
19號
出廠日期：8月28日
在礦山的小火車，現在為居民代步，原型為嘉陽小火車。

## 主題曲
主題曲「鐵路浪漫譚」（レイル・ロマネスク）
作詞：，作曲、編曲：，主唱：中惠光城
日日姬片頭曲「pictorial」
作詞：、仲村芽衣子，作曲：，主唱：
波萊特片頭曲「SilentRail」
作詞、主唱：仲村芽衣子，作曲：琉姫アルナ，編曲：ALVINE
八六片尾曲「腳下的路無限延伸」（どこまでも続くこの路を）
作詞、作曲：Team-OZ，主唱：Prico
日日姬片尾曲「Run with our dreams」
作詞、作曲：Team-OZ，主唱：
波萊特片尾曲「邁向未來的鐵軌」（未来へのレール）
作詞、作曲：Team-OZ，主唱：滑川恭子
玲奈片尾曲「出發前進!!」（しゅっぱつしんこう!!）
作詞、作曲：Team-OZ，主唱：杏子御津
真闇片尾曲「雫滴」（ひとしずく）
作詞、作曲：Team-OZ，主唱：
稀咲片尾曲「Snow White」
作詞、主唱：CRIMSON SONE，作曲：Team-OZ
凪&深美片尾曲「創造無數回憶」（おもいでをかさねて）
作詞、作曲：Team-OZ，主唱：佐倉江美
總片頭曲「發向未來☆列車」（未来行き☆列車）
作詞、主唱：，作曲、編曲：新井健史
總片尾曲「九星」（ナインスターズ）
作詞、作曲：Team-OZ，編曲：，主唱：Ayumi.

## 相關作品

### 動畫
電視動畫版名為《鐵路浪漫譚》（レヱル・ロマネスク）於2020年10月2日在TOKYO MX開始播放，世界觀以《愛上火車 pure station》為基準，只登場原創角色。主題曲有由Ayumi.演唱的《Wonderful Rail》、櫻川惠演唱的《Singing Wheel》及新海雅代演唱的《Bon Voy@ge!》。
故事描述藉由觀光成為鐵道復興聖地的「御一夜市」，藉由集結全國的鐵路相關業者以及鐵路人偶，展開了「第一回 MY 鐵路祭（第一回まいてつ祭）」。

### 角色
玲城（聲優：上坂堇）
萬岡鐵路C1267的專用鐵路人偶。
兰（聲優：內田彩）
高嵜铁道D51 840专用铁路人偶。
汽子（聲優：洲崎綾）
名兒耶鐵路型以及型專用的鐵路人偶。
伊予（聲優：降幡愛）
伊予柑铁道甲1形1号蒸汽机车专用铁路人偶。
紅（聲優：黑澤朋世）
旧南飒铁道Kiha 100型Kiha 101专用铁路人偶。
利衣子（聲優：久保百合花）
头部铁路5号机车专用铁路人偶。
嬶（聲優：永井真衣）
常州电铁Deha 100型Deha101专用铁路人偶。
白银（聲優：上條千尋）
关门铁道EF10 23专用铁路人偶。
西瓜（聲優：伊ヶ崎綾香）
仲国铁路总公司东富4 2000专用铁路人偶。唯一在《愛上火車 Last Run!!》登場角色。
蟹子（聲優：田中理恵）
北開道鐵道C11 202專用鐵路人偶。
海（聲優：本渡楓）
松浦九州縣KiHa 58 568 號機專用鐵路人偶。
諾瓦爾（聲優：山根綺）
來大鐵道29616專用鐵路人偶。
虎子（聲優：日高里菜）
鹿兒島市營電鐵500形512號電車專用鐵路人偶。
切子（聲優：田所梓）
伊萬里鐵道C51 67專用鐵路人偶。
木木木（聲優：楠木燈）
黑金鐵道D60 66專用鐵路人偶。
奈子（聲優：島袋美由利）
日楠鐵道D51 75專用鐵路人偶。

#### 各話列表
| 話數   | 日文標題 | 中文標題           | 分鏡       | 演出                                     | 作畫監督                                      |                                               |
| 第1季  | 第1季    | 第1季              | 第1季      | 第1季                                    | 第1季                                         |                                               |
| ------ | -------- | ------------------ | ---------- | ---------------------------------------- | --------------------------------------------- | --------------------------------------------- |
| 第1話  |          | 鐵路人偶會議 開幕  |            |                                          | 鶴田愛、、辻司、LAZZ 、淺井沼、眠太、平山友理 | 鶴田愛、、辻司、LAZZ 、淺井沼、眠太、平山友理 |
| 第2話  |          | 命運的分組         |            |                                          | 鶴田愛、、辻司、LAZZ 、淺井沼、眠太、平山友理 | 鶴田愛、、辻司、LAZZ 、淺井沼、眠太、平山友理 |
| 第3話  |          | 小組會議，開始     | 日下雄一朗 | 近橋伸隆                                 | 、辻司、LAZZ、淺井沼、眠太、平山友理          |                                               |
| 第4話  |          | 布製品與昆蟲       |            | 近橋伸隆                                 | 、辻司、LAZZ、淺井沼、眠太、平山友理          |                                               |
| 第5話  |          | 永遠的勁敵         | 久保太郎   | 野道佳代、、辻司、LAZZ、淺井沼、平山友理 |                                               |                                               |
| 第6話  |          | 火熱的切磋琢磨     | 久保太郎   | 鶴田愛、辻司、平山友理                   |                                               |                                               |
| 第7話  |          | 明星登場           | 東亮佑     | 、辻司、淺井沼、平山友理、江尻隆秀、     |                                               |                                               |
| 第8話  |          | 前往隧道之人       | 東亮佑     | 、辻司、淺井沼、平山友理、江尻隆秀、     |                                               |                                               |
| 第9話  |          | 名產嬶登場         | 鶴田愛     | 久保太郎                                 | 鶴田愛、、辻司、淺井沼、平山友理、江尻隆秀、  |                                               |
| 第10話 |          | 如花綻放的品味     | 鶴田愛     | 久保太郎                                 | 鶴田愛、、辻司、淺井沼、平山友理、江尻隆秀、  |                                               |
| 第11話 |          | 療癒的天然溫泉     | 鶴田愛     |                                          | 、辻司、淺井沼、平山友理、江尻隆秀、          |                                               |
| 第12話 |          | 出發！前進！       | 鶴田愛     |                                          | 、辻司、淺井沼、平山友理、江尻隆秀、          |                                               |
| 第2季  |          |                    |            |                                          |                                               |                                               |
| 第1話  |          | 記錄·鐵路          | 頂真司     | 小林公二                                 | 佐藤天昭、應地隆之介                          |                                               |
| 第2話  |          | 御一夜的海         | 頂真司     | 小林公二                                 | 不適用                                        |                                               |
| 第3話  |          | 培根、土豆、土豆   | 頂真司     | 小林公二                                 | 佐藤天昭                                      |                                               |
| 第4話  |          | 第一次的講評會     | 頂真司     | 小林公二                                 | 應地隆之介                                    |                                               |
| 第5話  |          | 熊川循環利用       | 頂真司     | 橋本有加                                 | 嵩本樹、佐藤天昭                              |                                               |
| 第6話  |          | 旗魚與螢火蟲與     | 頂真司     | 小林公二                                 | 吉井弘幸                                      |                                               |
| 第7話  |          | 第二回 講評會      | 頂真司     | 小林公二                                 | 應地隆之介                                    |                                               |
| 第8話  |          | 漂流和小船相平     | 頂真司     | 小林公二                                 | 應地隆之介、佐藤天昭                          |                                               |
| 第9話  |          | 鐵車！             | 頂真司     | 小林公二                                 | 不適用                                        |                                               |
| 第10話 |          | 決勝！？錄音對決！ | 頂真司     | 小林公二                                 | 應地隆之介                                    |                                               |
| 第11話 |          | 全員集合！         | 頂真司     | 小林公二                                 | 應地隆之介                                    |                                               |
| 第12話 |          | 一起看瀑布         | 頂真司     | 小林公二                                 | 不適用                                        |                                               |

### 漫畫
同名漫畫版是由擔任作畫，於2017年12月28日在コミッククリア、ニコニコ靜畫、ComicWalker網站開始連載，單行本由KADOKAWA於2018年8月10日至2019年3月14日發售共2集。

### 網路廣播
Lose於2017年7月29日至2018年7月28日期間每隔周星期六在官方網站的發布網路廣播共25回。超！A&G+於2020年7月4日起每周六在廣播節目「A&G TRIBAL RADIOエジソン」中開始播放廣播，由上坂すみれ擔任主持人。

### APP
《爱上火车》系列还在iOS平台发布了一个AR相机摄影APP《まいてつ pure station ARカメラ》，APP功能是使用AR技术，使得铁路人偶形象与智能手机摄像头所拍摄到的场景合影。当时还有向铁路人偶以抛投的方式喂食煤块的小游戏功能。之后更名并扩充了多位铁路人偶角色、去除了喂食煤块的小游戏功能、增加了1/7比例显示铁路人偶功能，并将APP更名为《レヱル・ロマネスクCAMERA》。在2020年上半年还发布了同名Android版本。

## 評價
《愛上火車》獲得萌系遊戲大賞2016的月間獎、準大獎和劇本獎金獎。另外在Getchu.com舉辦的「美少女遊戲大賞2016」中獲得綜合部門第2名、劇本部門第4名、系統部門第2名、繪圖部門第6名、音樂部門第8名、影片部門第7名、角色部門八六第3名。
《愛上火車 Last Run!!》在Getchu.com舉辦的美少女遊戲大獎2020中獲得劇情部門第8名、系統部門第7名、角色部門八六第8名。此外，还在《BugBug》举办的读者投票中，获得了综合部门第1名。在2020年萌系遊戲大賞当中，本作获得大奖以及用户支持奖。。遊戲於2020年10月30日登陸DLsite，在美少女遊戲類別銷量為2020年度第1位，還獲選2020 DLsite Award的美少女遊戲部門的「不只是色情獎」。

## 爭議

### 合作套票争议
2016年熊本地震發生後，為了挽回受到地震影響而劇減的乘客，熊本縣的球磨川鐵道與Lose合作推出售票企劃。以球磨川鐵道的五輛列車為主題，設計出一套五張印有美少女角色並具有AR功能的限定套票，預定在10月8日發售。但是有當地民眾以「設計的角色與成人遊戲《愛上火車》角色相似」為由提報，9月28日由兩位議員向人吉市的議會申訴導致取消售票。

### 评分网站争议
2020年11月底，游戏的开发商Lose要求成人游戏评分网站“批评空间”删除与Lose开发的游戏相关的所有数据，理由是《爱上火车 Last Run!!》在该网站上的评分出现了大量满分和低分对立的情况。在数据删除之后，Lose受到了用户的猛烈批评，指责其干预评分网站。在网友的大量批评下，Lose发布声明进行道歉，并联系批评空间复原了数据。

## 外部連結
- 愛上火車 Last Run!!官方網站 （页面存档备份，存于）（日語）
- 愛上火車 -PURE STATION-中文版官方網站 （页面存档备份，存于）（简体中文）
- 愛上火車 Last Run!!中文版官方網站 （页面存档备份，存于）（简体中文）
- PlayStation 4版官方網站 （页面存档备份，存于）（日語）
- 任天堂Switch版官方網站 （页面存档备份，存于）（繁體中文）
- 電視動畫官方網站 （页面存档备份，存于）（日語）
- 《愛上火車》在視覺小說數據庫的頁面 （英文）
- 铁路浪漫谭（動畫）在動畫新聞網百科全書中的資料（英文）